# Andreas Sigismund Marggraf
Andreas Sigismund Marggraf (3 mars 1709 à Berlin - 7 août 1782 dans la même ville), le premier fils d'Henning Christian Marggraf (1680-1754) et d'Anna Martha Kellner (1685-1752), est un pharmacien et chimiste prussien.

## Biographie
Fils d'un pharmacien chimiste, il étudie d'abord la pharmacie, puis la chimie pratique médicale au collège supérieure de médecine de Berlin, il y est ensuite préparateur de son maître en chimie Caspar Neumann (chimiste) (de), tenant de la théorie du phlogistique. Il part ensuite étudier la chimie, la chimie et la physique, la médecine, la minéralogie et la métallurgie respectivement dans les écoles de chimie de Francfort, de Strasbourg, de Halle et de Freiberg.
Il rentre en Prusse rejoignant la pharmacie paternelle Zum goldenen Bären en 1735, après avoir participé à des recherches sur les installations minières et métallurgiques. Il y travaille jusqu'en 1752, date de la mort de sa mère, impliquant la perte de la maison familiale comprenant la pharmacie. Après 1754, année de la mort de son père, il reçoit de l'Académie Berlinoise un laboratoire et les moyens de conduire ses expériences.

## Travaux
Il développe la voie humide, nettement moins destructrice, dans le domaine naissant de l'analyse organique. Il utilise systématiquement le microscope.
Dans le laboratoire de Berlin, qu'il dirige avec son père, il découvre en 1745 que la betterave fourragère - ancêtre de l'actuelle betterave sucrière - contient « non seulement un élément ressemblant au sucre », mais « du sucre véritable, parfaitement identique à celui que l'on connaît de la canne à sucre ».
Il extrait la potasse du tartre et des sels d'oseille.
Ce précurseur de la chimie organique fait connaître l'acide formique déjà décrit vers 1670 par le naturaliste anglais John Wray, il découvre l'acide phosphorique. 
Il isole le métal zinc à l'échelle d'une petite fonderie en 1746, après avoir repris les travaux du chimiste suédois Anton von Swab, en chauffant de la calamine et du charbon. Il découvre en 1754 l'alumine à partir de l'alun.

## Honneurs et reconnaissances
En 1738, le jeune savant prussien est nommé membre de l'académie royale de Berlin.
Il est nommé associé étranger de l'Académie Royale des Sciences (Académie des sciences (France)) dès 1762, puis membre associé d'honneur par la même académie en 1777 à laquelle il avait fourni depuis 1745 plusieurs contributions dans les Mémoires de l'Académie des Sciences. En 1776, il est nommé membre d'honneur de l'Académie des sciences de Saint-Pétersbourg.
Outre la revue de l'académie berlinoise, ces principales contributions ont été rassemblées et publiées de son vivant en deux volumes de miscellanées ou mélanges scientifiques, en son honneur. Les contributions de Marggraff, marquées par l'esprit de curiosité et d'observation expérimentale du XVIIe siècle ont été reconnues au milieu du XIXe siècle parmi les plus pertinentes du court "siècle des Lumières", il est vrai marquée par une dégradation affligeante de la "représentation chymique", induite par les élucubrations ravageuses sur le phlogistique.